# 泰翁慶岳
泰翁 慶岳（たいおう けいがく、明応9年（1500年） - 天正2年（1574年））は、戦国時代の浄土宗西山深草派の僧侶。京都誓願寺51世住職。三河国出身で、徳川家康のために朝廷との交渉の斡旋にあたったとされる。

## 経歴
三河国岡崎の生まれ。三浦為通の末裔（三浦氏）を称し、三浦市右衛門直元の長男とされる。
大林寺（岡崎市魚町）4世住職を経て、京都誓願寺の51世住職となった。永禄8年（1565年）から翌9年（1566年）にかけて『言継卿記』にたびたび登場する。この時期、誓願寺は円福寺・三福寺との訴訟を繰り広げていたが勝訴をおさめ、永禄9年（1566年）2月8日に弟子の慶源らを率いて三河に下向したとある。三河への帰国後は、三河で誓願寺系の教線を伸ばすとともに、たびたび京都に慶源を派遣したという。
永禄9年（1566年）の家康の松平から徳川への改姓や、官位について、京都での人脈を通じて尽力したとされる。家康は諏訪明神の傍らに寺を建てて泰翁に与えた。これが岡崎市梅園町の誓願寺（諏訪山泰翁院）の興りで、泰翁が開山とされている。里村紹巴の『富士見道記』にも登場する。
家康に仕え、三河国宇野辺・上野の代官を務めた三浦直升（1530年 - 1602年）は弟という。直升の子孫は江戸幕府の旗本となった。